# كلب الرعاة

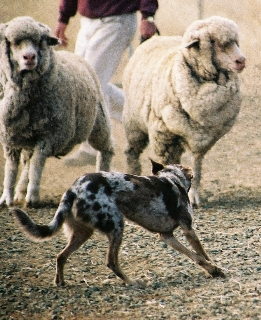
كلب أسترالي يحرس قطيعا من الغنم

كلب الرعاة أو كلب الحقول أو كلب المزارع، هو كلب يدرَّب لمساعدة راعي الماشية في توجيه القطيع وحمايته من الأخطار كالحيوانات المفترسة (و على رأسها الذئب).
تربّى في المزارع وتكون أليفة، وهي تستخدم لحراسة الحيوانات التي تربى في المزارع مثل الأبقار والخراف والدواجن، فهي تمنع تلك الحيوانات من الهروب خارج المزرعة أو الابتعاد عن القطيع. غالبا ما ترافق صاحب المواشي فتمنع الذئاب من أكل الخراف والهجوم عليها.
تؤدي فصائل من الكلاب أداء حسنا أكثر من أخرى، منها كلاب الرعي البلجيكية وكلب الرعي القوقازي الألمانية وغيرها.
و هو كلب اليف كما أن كلاب الرعاة تصنف من أذكي الكلاب ومنها الصغير والكبير الضخم وتعتبر احن الكلاب للاعمال البوليسية ككلب الراعي الألماني